# Khalifa Al Hammadi
Khalifa Mubarak Khalfan Khairi Al Hammadi, meglio noto come Khalifa Al Hammadi (in arabo خليفة مبارك خلفان خيري الحمادي‎?; 7 novembre 1998), è un calciatore emiratino, difensore dell'Al-Jazira e della nazionale emiratina.

## Statistiche

### Cronologia delle presenze e reti in nazionale
| Cronologia completa delle presenze e delle reti in nazionale ― Emirati Arabi Uniti | Cronologia completa delle presenze e delle reti in nazionale ― Emirati Arabi Uniti | Cronologia completa delle presenze e delle reti in nazionale ― Emirati Arabi Uniti | Cronologia completa delle presenze e delle reti in nazionale ― Emirati Arabi Uniti | Cronologia completa delle presenze e delle reti in nazionale ― Emirati Arabi Uniti | Cronologia completa delle presenze e delle reti in nazionale ― Emirati Arabi Uniti | Cronologia completa delle presenze e delle reti in nazionale ― Emirati Arabi Uniti | Cronologia completa delle presenze e delle reti in nazionale ― Emirati Arabi Uniti |
| Data                                                                               | Città                                                                              | In casa                                                                            | Risultato                                                                          | Ospiti                                                                             | Competizione                                                                       | Reti                                                                               | Note                                                                               |
| ---------------------------------------------------------------------------------- | ---------------------------------------------------------------------------------- | ---------------------------------------------------------------------------------- | ---------------------------------------------------------------------------------- | ---------------------------------------------------------------------------------- | ---------------------------------------------------------------------------------- | ---------------------------------------------------------------------------------- | ---------------------------------------------------------------------------------- |
| 25-01-2019                                                                         | al-'Ayn                                                                            | Emirati Arabi Uniti                                                                | 1 – 0                                                                              | Australia                                                                          | Coppa d'Asia 2019 - Quarti di finale                                               | -                                                                                  | 18’                                                                                |
| 14-11-2019                                                                         | Hanoi                                                                              | Vietnam                                                                            | 1 – 0                                                                              | Emirati Arabi Uniti                                                                | Qual. Mondiali 2022                                                                | -                                                                                  | 37’                                                                                |
| 12-9-2023                                                                          | Zagabria                                                                           | Costa Rica                                                                         | 1 – 4                                                                              | Emirati Arabi Uniti                                                                | Amichevole                                                                         | -                                                                                  |                                                                                    |
| Totale                                                                             |                                                                                    | Presenze                                                                           | 50                                                                                 |                                                                                    | Reti                                                                               | 2                                                                                  |                                                                                    |

## Palmarès

### Club

#### Competizioni nazionali
- Coppa di Lega emiratina: 1

Al-Jazira: 2024-2025